# 艾鳴網路遊戲
25°02′57.4″N 121°34′49.8″E / 25.049278°N 121.580500°E
艾鳴網路遊戲股份有限公司（英語：Aiming lnc. Taiwan Branch）是日本艾鳴網路遊戲在台灣設立的子公司。

## 公司沿革
- 2015年3月	在東京證券交易所Mothers（日语：マザーズ）股票上市。
- 2017年1月	慶祝在台灣五周年[1]。
- 2017年3月	參與台北科技大學校園徵才博覽會，其中提供無經驗的新鮮人起薪可從新台幣3萬到3萬6千元不等[2]。

## 外部連結
- （繁體中文）（日語）（英文） 艾鳴網路遊戲 （页面存档备份，存于）
- （繁體中文） 台灣公司資料